# Савремено доба
Савремено доба је временски период који је без прекида блиско повезан са садашњим временом и који је извесна перспектива модерне историје. Термин „савремена историја“ је у употреби од 19. века. У најширем контексту примене, савремена историја је део историје који је још увек у живом сећању. Узимајући у обзир дужину људског века, савремена историја би се могла односити на период од око 80 година. Апсолутно значење овог концепта се помера са сменом генерација. У ужем смислу, савремена историја се може односити на историју у сећању већине одраслих особа које су тренутно живе.